# Lacoba
Lacoba war eine französische Automarke.

## Unternehmensgeschichte
Das Unternehmen Lacoba aus Paris gehörte zu Lacoste & Battmann und begann 1906 mit der Produktion von Automobilen. Im gleichen Jahr endete die Produktion bereits wieder.

## Fahrzeuge
Es wurden fertige Fahrgestelle von Lacoste & Battmann verwendet, die zu kompletten Autos vervollständigt wurden. Das Modell 12/16 CV war mit einem Vierzylindermotor mit 30 PS Leistung ausgestattet.